# Битва при Веласко
Битва при Веласко, состоявшаяся 25—26 июня 1832 года, была первым настоящим военным конфликтом между Мексикой и американскими пересенцами в Техасе. Она началось, после того как техасские повстанцы атаковали мексиканский Форт Веласко, на месте которого сейчас находится город Серфсайд-Бич. Мексиканский командующий Доминго Угартечеа, пытался остановить техасцев, но Джон Остин, перевозивший пушки вверх по реке Бразос, напал на город Анауак. Техасские повстанцы в конце концов одержали победу над мексиканскими войсками, когда Угартечеа сдался после двухдневного боя, поняв, что он не получит подкрепления, и его солдаты погибнут.